# أثر جائحة فيروس كورونا على البيئة

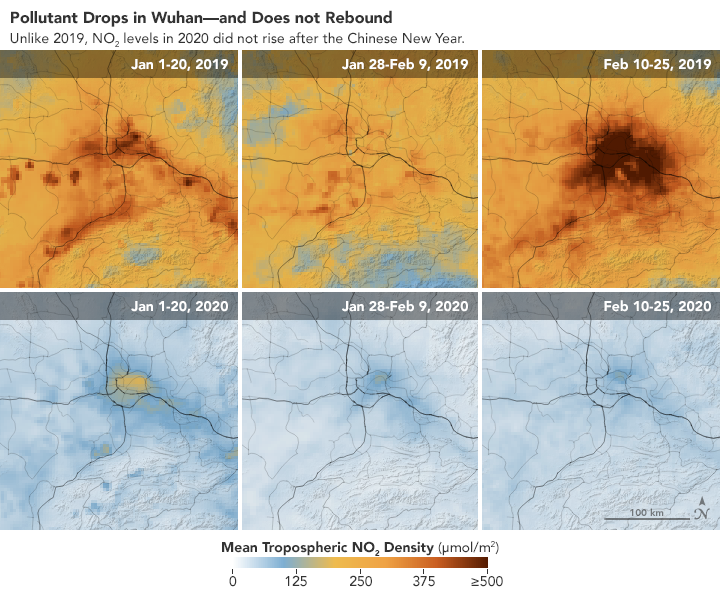
تظهر الصور من مرصد ناسا للأرض انخفاضًا حادًا في التلوث في ووهان، الصين، عند مقارنة مستويات ثاني أكسيد النيتروجين في أوائل عام 2019 (أعلى) وأوائل 2020 (أسفل).
.

أثرت جائحة فيروس كورونا 2019-20 على البيئة والمناخ بشكل ملموس في جوانب عدة؛ فأدى التقلص الحاد في سفر وتنقل الأفراد والنشاطات الاجتماعية والتجارية  إلى انخفاض مستوى تلوث الهواء في العديد من المناطق. في الصين، أسفرت عمليات الإغلاق وإجراءات أخرى عن انخفاض بنسبة 25 في المائة من انبعاثات الكربون،  والتي قدر أحد علماء أنظمة الأرض أنها ربما قد أنقذت ما لا يقل عن 77000 كائن حي على مدى شهرين. وعلى الرغم من ذلك، فإن التفشي عرقل جهود دبلوماسية بيئية، بما في ذلك التسبب في تأجيل مؤتمر الأمم المتحدة للتغير المناخي لعام 2020،  ومن المتوقع أن تؤدي التداعيات الاقتصادية منه إلى إبطاء الاستثمار في تكنولوجيات الطاقة الخضراء.

## الخلفية
حتى عام 2020، تسببت الزيادة في كمية غازات الدفيئة التي تم إنتاجها منذ بداية عصر التصنيع في ارتفاع متوسط درجات الحرارة العالمية على الأرض، مما تسبب في آثار عديدة بما في ذلك ذوبان الأنهار الجليدية وارتفاع مستويات سطح البحر. في أشكال متعددة، تسبب النشاط البشري في التدهور البيئي. تأثير من صنع البشر بالكامل.
قبل جائحة كوفيد-19، تضمنت التدابير التي كان من المتوقع التوصية بها للسلطات الصحية في حالة الجائحة، الحجر الصحي والتباعد الاجتماعي.
بشكل مستقل، وقبل جائحة كوفيد-19 أيضًا، جادل الباحثون بأن انخفاض النشاط الاقتصادي سيساعد على تقليل الاحتباس الحراري العالمي وتلوث الهواء والبحار، مما يسمح للبيئة بالازدهار ببطء.

## تلوث الهواء

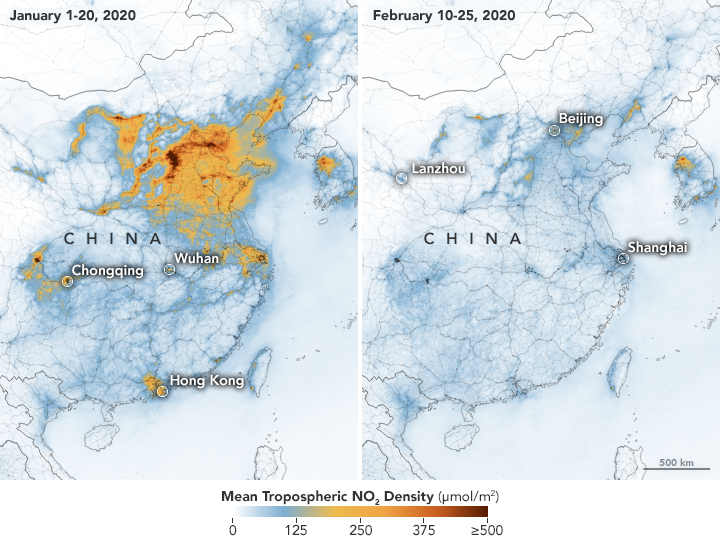
تظهر بيانات تروبومي مستويات ثاني أكسيد النيتروجين في الصين في بداية عام 2020. صورة من. Earth Observatory.

بسبب تأثير تفشي فيروس كورونا على السفر والصناعة، شهدت العديد من المناطق انخفاضًا في تلوث الهواء. يمكن أن يقلل الحد من تلوث الهواء من مخاطر تغير المناخ وكوفيد-19 على حد سواء  ولكن ليس من الواضح حتى الآن أنواع تلوث الهواء (إن وجدت) التي تمثل مخاطر مشتركة لكل من تغير المناخ وكوفيد-19. أفاد مركز أبحاث الطاقة والهواء النظيف أن طرق احتواء انتشار فيروس كورونا، مثل الحجر الصحي وحظر السفر، أدت إلى انخفاض انبعاثات الكربون بنسبة 25٪ في الصين. في الشهر الأول من عمليات الإغلاق، أنتجت الصين ما يقرب من 200 مليون طن متري أقل من ثاني أكسيد الكربون مقارنة بالفترة نفسها من عام 2019، بسبب الانخفاض في كل من الحركة الجوية وتكرير النفط واستهلاك الفحم. قدّر أحد علماء أنظمة الأرض أن هذا الانخفاض ربما أنقذ ما لا يقل عن 77000 كائن حي. ومع ذلك، قالت سارة لاديسلاف من مركز الدراسات الاستراتيجية والدولية في الولايات المتحدة الأمريكية أن الانخفاض في الانبعاثات بسبب الانكماش الاقتصادي لا ينبغي أن يعتبر مفيد، مشيرة إلى أن محاولات الصين للعودة إلى معدلات النمو السابقة وسط الحروب التجارية وتعطل سلسلة التوريد في سوق الطاقة سوف يؤدي إلى تفاقم تأثيره البيئي. بين 1 كانون الثاني و 11 آذار 2020، لاحظت وكالة الفضاء الأوروبية انخفاضًا ملحوظًا في انبعاثات أكسيد النيتروز من السيارات ومحطات الطاقة والمصانع في منطقة وادي بو في شمال إيطاليا، بالتزامن مع عمليات الإغلاق في المنطقة. في البندقية، المياه في القنوات أصبحت أنقى وشهدت زيادة في وجود الأسماك والطيور المائية؛ وأوضح مكتب عمدة البندقية أن الزيادة في نقاوة المياه ترجع إلى زيادة ترسيب الرواسب التي تعطلها حركة القوارب وذكر انخفاض تلوث الهواء على طول الممرات المائية.

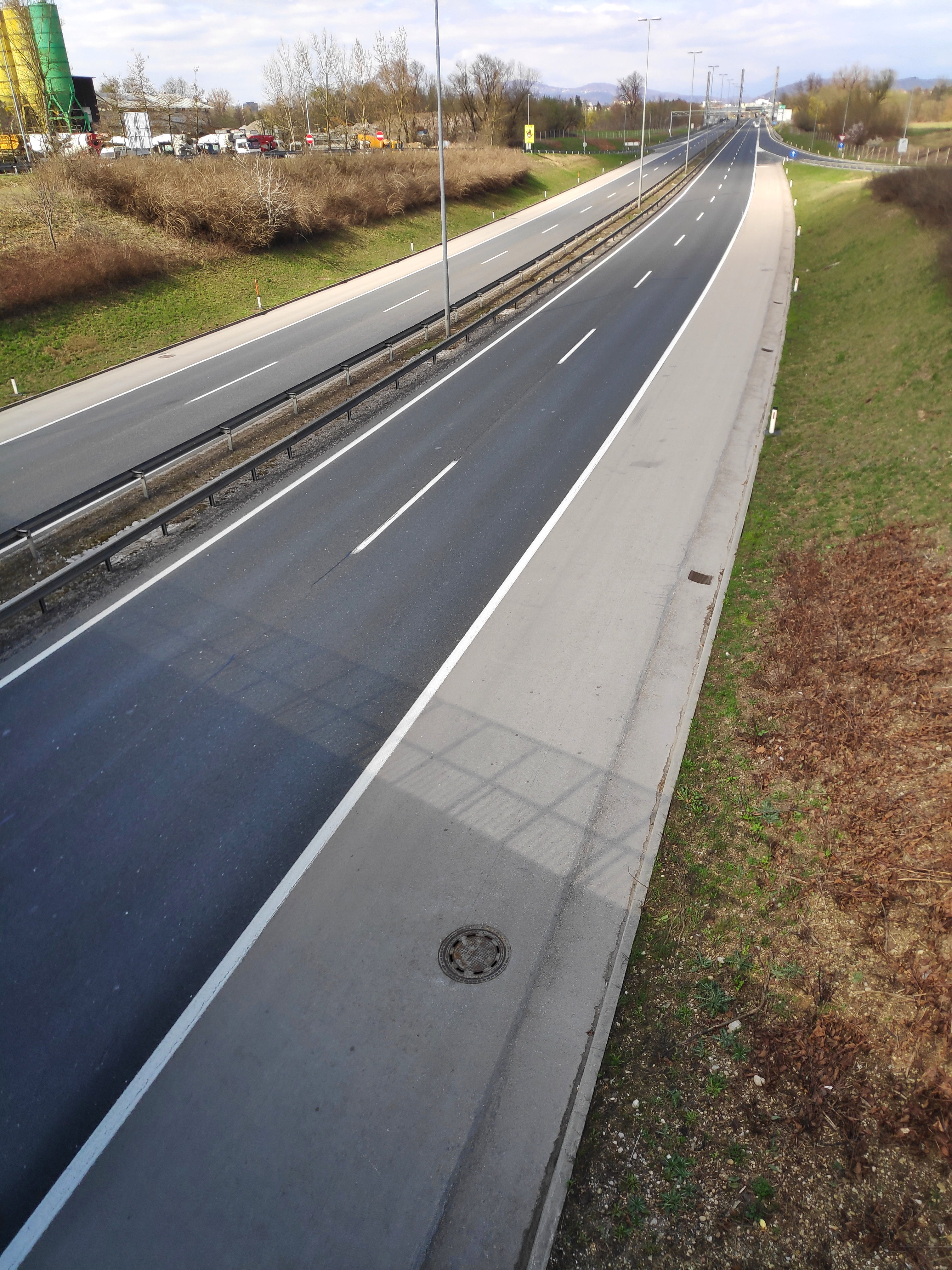
أدى انخفاض حركة السيارات إلى انخفاض مستويات تلوث الهواء. الصورة هي للطريق السريع A1 الفارغ في سلوفينيا في 22 آذار 2020

تراقب وكالة ناسا ووكالة الفضاء الأوروبية كيفية انخفاض غازات ثاني أكسيد النيتروجين بشكل ملحوظ خلال المرحل الأولى من جائحة كوفيد-19 في الصين. فقد أدى التباطؤ الاقتصادي الناجم عن الفيروس إلى انخفاض مستويات التلوث بشكل كبير، خاصة في مدن مثل ووهان في الصين بنسبة 25٪. تستخدم وكالة ناسا أداة رصد الأوزون (OMI) لتحليل ومراقبة طبقة الأوزون والملوثات مثل ثاني أكسيد النيتروجين NO2 والهباء الجوي وغيرها. ساعدت هذه الأداة وكالة ناسا في معالجة وتفسير البيانات الواردة بسبب عمليات الإغلاق في جميع أنحاء العالم. وفقًا لعلماء ناسا، بدأ انخفاض تلوث ثاني أكسيد النيتروجين في ووهان في الصين وانتشر ببطء إلى بقية العالم. كان الانخفاض شديدًا للغاية أيضًا لأن الفيروس تزامن مع احتفالات السنة القمرية في الصين. بسبب المهرجان، تغلق المصانع والشركات في الأسبوع الأخير من كانون الثاني للاحتفال بمهرجان العام القمري. لم يحقق انخفاض ثاني أكسيد النيتروجين في الصين جودة هواء معيارية لما تعتبره السلطات الصحية مقبولًا. فقد بقيت ملوثات أخرى في الهواء مثل انبعاثات الهباء الجوي.

## تلوث المياه
في البندقية، غدت المياه في القنوات أطهر واكتسبت تدفقًا أفضل. ترجع الزيادة في نقاء المياه إلى استقرار الترسبات التي تتبعثر عادةً بسبب حركة القوارب في قاع القنوات، وقد انخفض تلوث المياه على طول المجاري المائية أيضًا.

## الأحياء البرية
انخفض الطلب على السمك وانخفضت أسعارها أيضًا كنتيجة للوباء، وتوقفت معظم أساطيل صيد السمك في جميع أنحاء العالم عن العمل. قال العالم الألماني راينر فرويس إن الكتلة الحيوية للأسماك ستزداد بسبب التراجع الحاد في الصيد، وتوقع أنه في المياه الأوروبية، يمكن لبعض الأنواع مثل السمك المملح أن تضاعف كتلتها الحيوية. حتى أبريل 2020، لم تزل علامات التعافي المائي في أغلبها مجرد حكايات.
عندما التزم البشر منازلهم نتيجة للإغلاق المفروض والقيود على السفر، شوهدت بعض الحيوانات في المدن. شوهدت السلاحف البحرية وهي تضع البيوض على الشواطئ التي كانت تتجنبها سابقًا، (مثل ساحل خليج البنغال)، وذلك بسبب انخفاض مستويات التدخل البشري والتلوث الضوئي. في الولايات المتحدة الأمريكية، انخفضت أعداد حوادث الاصطدام القاتلة مع الحيوانات مثل الغزلان والأيائل والموس والدببة والأسود الجبلية بنسبة 58% خلال شهري مارس وأبريل.
يتوقع أنصار حماية البيئة أن تشهد الدول الإفريقية زيادة هائلة في الصيد غير القانوني للحوم الأدغال. صرّح مات براون من منظمة الحفاظ على الطبيعة: «عندما لا يكون لدى الناس أي بديل آخر للدخل، فإن توقعنا - ونحن نشهد هذا في جنوب إفريقيا - هو أن الصيد غير القانوني للحوم الأدغال سوف يزداد ليصل إلى منتجات عالية القيمة مثل قرن الكركدن والعاج». من ناحية أخرى، قررت الغابون حظر الاستهلاك البشري للخفافيش والغابون، لوقف انتشار الأمراض حيوانية المصدر، إذ أنه من المعتقد أن فيروس كورونا المستجد انتقل إلى البشر من خلال هذه الحيوانات.

## إزالة الغابات وإعادة التحريج
وقد أدى الاضطراب الذي أحدثه الوباء إلى التغطية على عمليات إزالة الغابات غير القانونية. وقد لوحظ ذلك في البرازيل، حيث أظهرت صور الأقمار الصناعية زيادة في إزالة الغابات المطيرة في الأمازون بنسبة تزيد عن 50 في المائة مقارنة بمستويات الخط القاعدي. سهلت حالة البطالة الناتجة عن وباء كوفيد-19 تجنيد العمال في الحملة الباكستانية 10 مليارات شجرة تسونامي لزراعة 10 مليارات شجرة - صافي الخسارة السنوية العالمية المقدرة للأشجار - على مدى 5 سنوات.

## الانبعاثات الكربونية
وجدت دراسة نشرت في مايو 2020 أن انبعاثات الكربون العالمية اليومية تراجعت خلال الإغلاق في أول أبريل بنسبة 17% ويمكن أن تؤدي إلى انخفاض سنوي في انبعاثات الكربون يصل إلى 7%، وهذا سيكون أكبر انخفاض منذ الحرب العالمية الثانية وفقًا للباحثين. يُعزى هذا الانخفاض بشكل رئيسي إلى الحد من استخدام النقل وتدني الأنشطة الصناعية. ومع ذلك، فقد لوحظ أن العودة إلى الوضع الطبيعي من شأنها أن تقلص الانخفاضات الناتجة عن النشاط الصناعي المحدود. مع ذلك، فقد يكون للتغيرات الاجتماعية التي تسبب بها الوباء والإغلاق مثل العمل عن بعد وإقامة المؤتمرات رقميًا تأثير أكثر استدامة من الحد قصير الأجل من استخدام النقل. على الرغم من ذلك كله، وصل تركيز ثاني أكسيد الكربون في الغلاف الجوي إلى أعلى رقم له في تاريخ البشرية على الإطلاق في مايو 2020. يقول خبير الطاقة والمناخ قسطنطين ساماراس أن «الجائحة هي أسوأ طريقة ممكنة لخفض الانبعاثات، وأن التغييرات التكنولوجية والسلوكية والهيكلية هي أفضل طريقة للحد منها». يقول تسو لو من جامعة تسينغ – هوا «فقط إذ استطعنا خفض الانبعاثات أكثر من الوقت الحالي ولفترة أطول، عندها سنتمكن من ملاحظة التغيرات في التراكيز في الغلاف الجوي». انخفض الطلب العالمي على الوقود الأحفوري بنسبة 10% تقريبًا في خضم تدابير فيروس كورونا، ويقال إن العديد من أخصائي اقتصاد الطاقة يعتقدون أن هذا لن يعود إلى وضعه الطبيعي قبل الأزمة.
خلص تقرير صادر عن مجمع تفكير كاربون تراكر المتمركز في لندن إلى أنه من المحتمل أن جائحة فيروس كورونا قد دفعت بصناعة الوقود الأحفوري إلى «انخفاض نهائي» مع انخفاض الطلب على النفط والغاز واستعجال الحكومات على الانتقال إلى الطاقة النظيفة. ويتوقع أن يؤدي الانخفاض السنوي في الطلب على الوقود الأحفوري بنسبة 2% إلى انهيار الأرباح المستقبلية لشركات النفط والغاز والفحم من 39 تريليون دولار إلى 14 تريليون دولار. مع ذلك، ووفقًا لبلوومبيرغ نيو إنرجي فينانس، فإن أكثر من نصف تريليون دولار في جميع أنحاء العالم حاليًا تُضخ في الصناعات كثيفة الكربون. تشير الكشوفات الأولية من مرفق تمويل الشركات خلال أزمة كوفيد-19 التابع لبنك إنجلترا إلى أنه هناك نية لاختلاس مليارات الجنيهات من أموال دعم دافعي الضرائب لصالح شركات الوقود الأحفوري. وفقًا لريكليم فاينانس، يعتزم البنك المركزي الأوروبي تخصيص ما يصل إلى 220 مليار يورو (193 مليار جنيه استرليني) لصناعات الوقود الأحفوري.
وجد تقييم أجرته إرنست ويونغ أن برنامج التحفيز الذي يركز على الطاقة المتجددة والمشاريع غير الضارة بالمناخ من شأنه خلق أكثر من 100000 فرصة عمل مباشرة في جميع أنحاء أستراليا ويقدر أن كل مليون دولار يُنفق على الطاقة المتجددة والصادرات يخلق 4.8 وظيفة بدوام كامل في مصادر الطاقة المتحددة، في حين أن مليون دولار منفق على مشاريع الوقود الأحفوري لن يخلق سوى 1.7 وظائف بدوام كامل. دعا الأمين العام لنادي البلدان الغنية بمنظمة التعاون الاقتصادي والتنمية خوسيه أنجل الدول إلى «اغتنام هذه الفرصة [التعافي من فيروس كورونا] لإصلاح أنظمة الإعانات واستخدام الأموال العامة بالطريقة التي تفيد الناس وكوكب الأرض على أفضل وجه».
بدأ العديد من الأشخاص خلال الوباء في ركوب الدراجات، وارتفعت مبيعاتها أيضًا.

## تجارة التجزئة وإنتاج الأغذية
يتبنى صغار المزارعين التقنيات الرقمية كوسيلة لبيع المنتجات بشكل مباشر، هذا بالإضافة إلى ازدياد مشاريع الزراعة المدعومة من المجتمع وأنظمة البيع المعتمدة على التوصيل المباشر. بالإضافة إلى الفوائد التي تقدمها متاجر البقالة الصغيرة على الإنترنت، والتي تبيع في الغالب الأطعمة العضوية والمحلية، يمكن أن تكون توصيلات البقالة الأسبوعية خيارًا أفضل من الذهاب اليومي الفردي إلى المتجر.

## القمامة
نتيجة الاستخدام غير المسبوق لأقنعة الوجه ذات الاستعمال الواحد، كان هناك الكثير من نفاياتها في الطبيعة، مما زاد العبء العالمي من النفايات البلاستيكية.

## الاستثمارات والتدابير الاقتصادية الأخرى
لاحظ البعض أنه يمكن تصميم حزمة التحفيز المخطط لها بشكل يسرع الانتقال إلى الطاقة المتجددة ويعزز مرونة الطاقة. أوضح باحثون من معهد الموارد العالمية عددًا من الأسباب للاستثمار في النقل العام وكذلك ركوب الدراجات والسير على الأقدام خلال فترة الوباء وبعدها. انخفض استخدام وسائل النقل العام في المدن في جميع أنحاء العالم بنسبة 50-90%، مع خسائر كبيرة في الإيرادات للمشغلين. من شأن الاستثمارات في مجالات مثل الممارسات الصحية المتزايدة في وسائل النقل العام وتدابير التباعد الاجتماعي المناسبة معالجة مخاوف الصحة العامة حول استخدام وسائل النقل العام. تذكر الوكالة الدولية للطاقة أن الدعم من الحكومات بسبب الوباء يمكن أن يؤدي إلى النمو السريع في تكنولوجيا البطاريات والهيدروجين، ويقلل الاعتماد على الوقود الأحفوري وأوضحت نقاط ضعف الوقود الأحفوري فيما يخص مشاكل التخزين والتوزيع.
مع تفشي جائحة كوفيد-19 بشكل سريع في الاتحاد الأوروبي، تضاءل التركيز على الاتفاق الأوروبي الأخضر. اقترح البعض توقيف مؤكد سنوي للصفقة أو حتى الإلغاء الكامل. يعتقد الكثيرون أنه ينبغي أن يكون تركيز عملية صنع السياسات في الاتحاد الأوروبي حاليًا على الأزمة المباشرة قصيرة الأجل بدلًا من تغير المناخ. في مايو 2020، أعلن عن حزمة التعافي الأوروبية التي تبلغ قيمتها 750 مليار يورو، والتي تسمى الاتحاد الأوروبي للجيل التالي، وميزانية بقيمة تريليون يورو.

### التحليلات والتوصيات
قامت العديد من المنظمات والتحالفات التنظيمية مثل مؤسسات الفكر والشركات والمنظمات التجارية والهيئات السياسية ومعاهد البحوث بوضع تحليلات وتوصيات من انفرادية للاستثمارات والتدابير ذات الصلة من أجل التعافي الاجتماعي والاقتصادي الموجه نحو الاستدامة من الوباء على المستويين العالمي والوطني، بما في ذلك الوكالة الدولية للطاقة، معهد غرانثام - تغير المناخ والبيئة والمفوضية الأوروبية. أوصى الأمين العام للأمم المتحدة أنطونيو غوتيريش بستة مبادئ واسعة تتعلق بالاستدامة للتوجه نحو التعافي.

## الأرصاد الجوية
أعلن المركز الأوروبي للتنبؤات الجوية متوسطة المدى (إي سي إم دبليو إف) أنه يمكن للانخفاض العالمي في الرحلات الجوية نتيجة للوباء أن يؤثر على دقة التنبؤات الجوية، مشيرًا إلى استخدام شركات الطيران التجارية للطائرات المعتمدة على بيانات الأرصاد الجوية (إيه إم دي إيه آر) كمساهمة متكاملة في دقة توقعات الطقس.

## علم النفس وإدراك المخاطر
ربما أدت الفوضى والتأثيرات السلبية لوباء كوفيد-19 إلى جعل التنبؤات بمستقبل كارثي أقل بعدًا والعمل على منعها بشكل أكبر. ومع ذلك، فقد يكون لها أيضًا تأثير معاكس من خلال تركيز العقول على التهديد المباشر للوباء بدلًا من أزمة المناخ.

## البحث والتطوير
على الرغم من الانخفاض المؤقت في انبعاثات الكربون العالمية، حذرت وكالة الطاقة الدولية من أن الاضطراب الاقتصادي الناجم عن تفشي فيروس كورونا قد يمنع أو يؤخر الشركات من الاستثمار في الطاقة الخضراء. ومع ذلك، عززت فترات الحجر الصحي الممتدة الاعتماد على سياسات العمل عن بعد. ونتيجة للاستخدام غير المسبوق لأقنعة الوجه المصممة للإستخدام مرة واحدة، يتم رمي أعداد كبيرة منها في البيئة، مما يزيد من العبء العالمي للنفايات البلاستيكية.
أعلن المركز الأوروبي للتنبؤات الجوية متوسطة المدى (ECMWF) أن الانخفاض العالمي في رحلات الطائرات بسبب الجائحة يمكن أن يؤثر على دقة التنبؤات الجوية، مشيرًا إلى استخدام شركات الطيران التجارية لبيانات الأرصاد الجوية للطائرات (AMDAR) كمساهمة مكملة في دقة توقعات الطقس. وتوقعت المركز أن تنخفض تغطية بيانات الأرصاد الجوية للطائرات بنسبة 65٪ أو أكثر بسبب انخفاض الرحلات التجارية.

## سياسة
أثر الوباء أيضًا على الدبلوماسية البيئية ودبلوماسية المناخ، حيث تم تأجيل مؤتمر الأمم المتحدة للتغير المناخي لعام 2020 إلى عام 2021 استجابة للجائحة بعد أن تم تحويل مكان انعقاده إلى مستشفى ميداني. كان هذا المؤتمر حاسماً حيث كان من المقرر أن تقدم الدول مساهمات معززة محددة وطنياً في اتفاقية باريس، مع طموح معزز. كما يحد الوباء من قدرات الدول، وخاصة الدول النامية ذات القدرة المنخفضة، على تقديم مساهمات محددة وطنيا، بما أنها تركز على الجائحة.
طرحت مجلة التايم بثلاثة مخاطر محتملة: أولاً قد تم تعطيل الاستعدادات لمؤتمر جلاسكو في تشرين الثاني 2020 المخطط لها لمتابعة اتفاقية باريس 2015 ؛ وثانيًا أن يرى الناس أن الاحتباس الحراري قضية ذات أولوية أقل من الجائحة، مما يضعف الضغط على السياسيين؛ وثالثًا أن الرغبة في «إعادة تشغيل» الاقتصاد العالمي ستسبب في زيادة في إنتاج غازات الاحتباس الحراري. لكن انخفاض أسعار النفط خلال فترة الركود التي تسبب بها فيروس كورونا يمكن أن يكون فرصة جيدة للتخلص من دعم الوقود الأحفوري، وفقًا للمدير التنفيذي لوكالة الطاقة الدولية.
يقول القائمون بمجمع التفكير كاربون تراكِر أنه لا ينبغي للصين أن تحفز الاقتصاد من خلال بناء محطات طاقة مخططة تعمل بالفحم، لأن الكثير منها سيكون له تدفق نقدي سلبي وسيصبح أصولًا محاصرة.

## تأثير الارتداد المتوقع
تم افتراض أن الغازات المسببة للاحتباس الحراري بسبب «إعادة تشغيل» الصناعات والنقل بعد عمليات إغلاق كوفيد-19 ستكون حدث سيسهم في زيادة إنتاج غازات الدفيئة بدلاً من تقليله.[بحاجة لمصدر]
- United Nations: Six Nature Facts Related to Coronaviruses

1. ↑  "Earth Observatory". مؤرشف من الأصل في 2020-04-02. اطلع عليه بتاريخ 2020-04-09.
2. ↑  Team، The Visual and Data Journalism (28 مارس 2020). "Coronavirus: A visual guide to the pandemic". بي بي سي نيوز. مؤرشف من الأصل في 2020-03-27.
3. 1 2  Myllyvirta، Lauri (19 فبراير 2020). "Analysis: Coronavirus has temporarily reduced China's CO2 emissions by a quarter". CarbonBrief. مؤرشف من الأصل في 2020-03-04. اطلع عليه بتاريخ 2020-03-16.
4. 1 2 3 4  McMahon، Jeff (16 مارس 2020). "Study: Coronavirus Lockdown Likely Saved 77,000 Lives In China Just By Reducing Pollution". فوربس (مجلة). مؤرشف من الأصل في 2020-03-17. اطلع عليه بتاريخ 2020-03-16.
5. 1 2  "Cop26 climate talks postponed to 2021 amid coronavirus pandemic". Climate Home News (بالإنجليزية). 1 Apr 2020. Archived from the original on 2020-04-04. Retrieved 2020-04-02.
6. 1 2  Newburger, Emma (13 مارس 2020). "Coronavirus could weaken climate change action and hit clean energy investment, researchers warn". سي إن بي سي. مؤرشف من الأصل في 2020-03-15. اطلع عليه بتاريخ 2020-03-16.
7. ↑  "Is sea level rising?". الإدارة الوطنية للمحيطات والغلاف الجوي. مؤرشف من الأصل في 2020-02-18. اطلع عليه بتاريخ 2020-04-06.
8. ↑  "Climate Change". منظمة ناشيونال جيوغرافيك. 28 مارس 2019. مؤرشف من الأصل في 2019-12-31. اطلع عليه بتاريخ 2020-04-06.
9. ↑  Madhav، Nita؛ Oppenheim، Ben؛ Gallivan، Mark؛ Mulembakani، Prime؛ Rubin، Edward؛ Wolfe، Nathan (2017)، Jamison، Dean T.؛ Gelband، Hellen؛ Horton، Susan؛ Jha، Prabhat (المحررون)، "Pandemics: Risks, Impacts, and Mitigation"، Disease Control Priorities: Improving Health and Reducing Poverty (ط. 3rd)، The International Bank for Reconstruction and Development / The World Bank، DOI:10.1596/978-1-4648-0527-1/pt5.ch17 (غير نشط 13 أبريل 2020)، ISBN:978-1-4648-0527-1، PMID:30212163، مؤرشف من الأصل في 2020-03-23، اطلع عليه بتاريخ 2020-04-06{{استشهاد}}:  صيانة الاستشهاد: وصلة دوي غير نشطة منذ 2020 (link)
10. ↑  Kopnina, Helen; Washington, Haydn; Taylor, Bron; J Piccolo, John (1 Feb 2018). "Anthropocentrism: More than Just a Misunderstood Problem". Journal of Agricultural and Environmental Ethics (بالإنجليزية). 31 (1): 109–127. DOI:10.1007/s10806-018-9711-1. ISSN:1573-322X.
11. ↑  Rull, Valentí (1 Sep 2016). "The humanized Earth system (HES)". The Holocene (بالإنجليزية). 26 (9): 1513–1516. Bibcode:2016Holoc..26.1513R. DOI:10.1177/0959683616640053. ISSN:0959-6836.
12. ↑  Watts، Jonathan؛ Kommenda، Niko (23 مارس 2020). "Coronavirus pandemic leading to huge drop in air pollution". الغارديان. مؤرشف من الأصل في 2020-04-04. اطلع عليه بتاريخ 2020-04-04.
13. ↑  editor, Damian Carrington Environment (7 Apr 2020). "Air pollution linked to far higher Covid-19 death rates, study finds". The Guardian (بالإنجليزية البريطانية). ISSN:0261-3077. Archived from the original on 2020-04-09. Retrieved 2020-04-10. {{استشهاد بخبر}}: |الأخير= باسم عام (help)
14. ↑  "The Global Impacts of the Coronavirus Outbreak". www.csis.org (بالإنجليزية). Archived from the original on 2020-04-07. Retrieved 2020-04-04.
15. ↑  Green، Matthew (13 مارس 2020). "Air pollution clears in northern Italy after coronavirus lockdown, satellite shows". Reuters. مؤرشف من الأصل في 2020-03-16. اطلع عليه بتاريخ 2020-03-16.
16. ↑  Srikanth, Anagha (18 مارس 2020). "As Italy quarantines over coronavirus, swans appear in Venice canals, dolphins swim up playfully". The Hill. مؤرشف من الأصل في 2020-03-19. اطلع عليه بتاريخ 2020-03-20.
17. ↑  "Airborne Nitrogen Dioxide Plummets Over China". earthobservatory.nasa.gov (بالإنجليزية). 28 Feb 2020. Archived from the original on 2020-04-02. Retrieved 2020-04-06.
18. ↑  "Analysis: Coronavirus temporarily reduced China's CO2 emissions by a quarter". Carbon Brief (بالإنجليزية). 19 Feb 2020. Archived from the original on 2020-03-04. Retrieved 2020-04-06.
19. ↑  "NASA Aura OMI". NASA Aura. مؤرشف من الأصل في 2020-03-03.
20. ↑  "Archived copy". chinesenewyear.net. مؤرشف من الأصل في 2020-02-29. اطلع عليه بتاريخ 2020-04-06.{{استشهاد ويب}}:  صيانة الاستشهاد: الأرشيف كعنوان (link)
21. ↑  "Earth Matters - How the Coronavirus Is (and Is Not) Affecting the Environment". earthobservatory.nasa.gov (بالإنجليزية). 5 Mar 2020. Archived from the original on 2020-04-06. Retrieved 2020-04-06.
22. ↑  "Jellyfish seem swimming in Venice's canals". CNN. 23 أبريل 2020. مؤرشف من الأصل في 2020-06-27. اطلع عليه بتاريخ 2020-04-25.
23. ↑  Srikanth, Anagha (18 مارس 2020). "As Italy quarantines over coronavirus, swans appear in Venice canals, dolphins swim up playfully". The Hill. مؤرشف من الأصل في 2020-03-19. اطلع عليه بتاريخ 2020-03-20.
24. ↑  Korten، Tristram (8 أبريل 2020). "With Boats Stuck in Harbor Because of COVID-19, Will Fish Bounce Back?". Smithsonian Magazine. مؤرشف من الأصل في 2020-06-17. اطلع عليه بتاريخ 2020-04-24.
25. ↑  Millan Lombrana، Laura (17 أبريل 2020). "With Fishing Fleets Tied Up, Marine Life Has a Chance to Recover". Bloomberg Green. مؤرشف من الأصل في 2020-07-23. اطلع عليه بتاريخ 2020-04-25.
26. ↑  Katz، Cheryl (26 يونيو 2020). "Roadkill rates fall dramatically as lockdown keeps drivers at home". ناشونال جيوغرافيك. مؤرشف من الأصل في 2020-07-14. اطلع عليه بتاريخ 2020-07-05.
27. ↑  While you stay home, animals roam free in our towns and cities نسخة محفوظة 26 يونيو 2020 على موقع واي باك مشين.
28. ↑  EDT, Rosie McCall On 4/6/20 at 11:18 AM (6 Apr 2020). "Eating bats and pangolins banned in Gabon as a result of coronavirus pandemic". Newsweek (بالإنجليزية). Archived from the original on 2020-05-29. Retrieved 2020-05-19.{{استشهاد ويب}}:  صيانة الاستشهاد: أسماء عددية: قائمة المؤلفين (link)
29. ↑  "As a 'green stimulus' Pakistan sets virus-idled to work planting trees". Reuters (بالإنجليزية). 28 Apr 2020. Archived from the original on 2020-07-05. Retrieved 2020-05-30.
30. ↑  "Pakistan Hires Thousands of Newly-Unemployed Laborers for Ambitious 10 Billion Tree-Planting Initiative". Good News Network (بالإنجليزية). thegoodnewsnetwork. 30 Apr 2020. Archived from the original on 2020-06-20. Retrieved 2020-05-02.
31. ↑  "Carbon emissions fall 17% worldwide under coronavirus lockdowns, study finds". www.cbsnews.com. مؤرشف من الأصل في 2020-07-03. اطلع عليه بتاريخ 2020-05-30.
32. ↑  "Global carbon emissions dropped 17 percent during coronavirus lockdowns, scientists say". NBC News (بالإنجليزية). Archived from the original on 2020-07-22. Retrieved 2020-05-30.
33. ↑  "Carbon emissions are falling sharply due to coronavirus. But not for long". Science (بالإنجليزية). 3 Apr 2020. Archived from the original on 2020-06-23. Retrieved 2020-05-30.
34. ↑  Viglione, Giuliana (2 Jun 2020). "How scientific conferences will survive the coronavirus shock". Nature (بالإنجليزية). 582 (7811): 166–167. DOI:10.1038/d41586-020-01521-3. PMID:32488188. S2CID:219284783. Archived from the original on 2020-07-13. Retrieved 2020-06-07.
35. ↑  "Plunge in carbon emissions from lockdowns will not slow climate change". National Geographic (بالإنجليزية البريطانية). 29 May 2020. Archived from the original on 2020-06-26. Retrieved 2020-06-07.
36. 1 2  Ambrose، Jillian (3 يونيو 2020). "Coronavirus crisis could cause $25tn fossil fuel industry collapse". The Guardian. مؤرشف من الأصل في 2020-07-22. اطلع عليه بتاريخ 2020-06-06.
37. ↑  "Pandemic is triggering 'terminal decline' of fossil fuel industry, says report". The Independent (بالإنجليزية). 3 Jun 2020. Archived from the original on 2020-07-07. Retrieved 2020-06-06.
38. ↑  "Covid-19 relief for fossil fuel industries risks green recovery plans". the Guardian (بالإنجليزية). 6 Jun 2020. Archived from the original on 2020-07-08. Retrieved 2020-06-06.
39. ↑  Villafranca, Omar (20 May 2020). "Americans turn to cycling during the coronavirus pandemic". www.cbsnews.com (بالإنجليزية). Archived from the original on 2020-06-08. Retrieved 2020-06-08.
40. ↑  Winkelmann, Sarah. "Bike shops see surge in sales during pandemic". www.weau.com (بالإنجليزية). Archived from the original on 2020-06-28. Retrieved 2020-06-08.
41. ↑  Earls, Stephanie. "Bike sales boom during the pandemic as more kids pedal as a pastime". Colorado Springs Gazette (بالإنجليزية). Archived from the original on 2020-06-29. Retrieved 2020-06-08.
42. ↑  "Richard Smith: How can we achieve a healthy recovery from the pandemic?". The BMJ. 8 يونيو 2020. مؤرشف من الأصل في 2020-07-22. اطلع عليه بتاريخ 2020-06-08.
43. ↑  Guy، Jack (15 يوليو 2020). "Global methane emissions are at a record high, and burping cows are driving the rise". CNN. مؤرشف من الأصل في 2020-07-17. اطلع عليه بتاريخ 2020-07-15.
44. ↑  "Coronavirus will change the grocery industry forever". CNN. مؤرشف من الأصل في 2020-06-17. اطلع عليه بتاريخ 2020-05-26.
45. ↑  "World has 'historic' opportunity for green tech boost, says global watchdog". Reuters (بالإنجليزية). 28 Apr 2020. Archived from the original on 2020-06-10. Retrieved 2020-06-01.
46. ↑  "Green hydrogen's time has come, say advocates eying post-pandemic world". Reuters (بالإنجليزية). 8 May 2020. Archived from the original on 2020-07-09. Retrieved 2020-06-01.
47. ↑  Farmbrough, Heather. "Why The Coronavirus Pandemic Is Creating A Surge In Renewable Energy". Forbes (بالإنجليزية). Archived from the original on 2020-06-12. Retrieved 2020-06-01.
48. ↑  Simon، Frédéric. "'Do no harm': EU recovery fund has green strings attached". Euroactive. مؤرشف من الأصل في 2020-07-16. اطلع عليه بتاريخ 2020-05-28.
49. ↑  "Climate Change and COVID-19: UN urges nations to 'recover better'". مؤرشف من الأصل في 2020-07-13. اطلع عليه بتاريخ 2020-06-25.
50. ↑  SOKRATOUS, Zinonas (20 May 2020). "European Semester Spring Package: Recommendations for a coordinated response to the coronavirus pandemic". Cyprus - European Commission (بالإنجليزية). Archived from the original on 2020-06-27. Retrieved 2020-06-25.
51. ↑  Press release (24 مارس 2020). "Drop in aircraft observations could have impact on weather forecasts". European Center for Medium-Range Weather Forecasts. مؤرشف من الأصل في 2020-03-26. اطلع عليه بتاريخ 2020-03-26.
52. ↑  "Political decisions, economic realities: The underlying operating cashflows of coal power during COVID-19". كربون تراكر. مؤرشف من الأصل في 2020-07-19. اطلع عليه بتاريخ 2020-04-08.
53. ↑  "Text-Only NPR.org : Climate Change Push Fuels Split On Coronavirus Stimulus". NPR. مؤرشف من الأصل في 2020-04-04. اطلع عليه بتاريخ 2020-04-09.
54. ↑  "Put clean energy at the heart of stimulus plans to counter the coronavirus crisis—Analysis". IEA. مؤرشف من الأصل في 2020-04-02. اطلع عليه بتاريخ 2020-04-09.
55. ↑  "Commentary: Coronavirus may finally force businesses to adopt workplaces of the future". مجلة فورتشن. مؤرشف من الأصل في 2020-04-05. اطلع عليه بتاريخ 2020-04-09.
56. ↑  Yaffe-Bellany، David (26 فبراير 2020). "1,000 Workers, Go Home: Companies Act to Ward Off Coronavirus". نيويورك تايمز. مؤرشف من الأصل في 2020-03-04. اطلع عليه بتاريخ 2020-04-09.
57. ↑  "Discarded coronavirus masks clutter Hong Kong's beaches, trails". Hong Kong (Reuters). Reuters. 12 مارس 2020. مؤرشف من الأصل في 2020-03-21. اطلع عليه بتاريخ 2020-03-21.
58. ↑  Press release (24 مارس 2020). "Drop in aircraft observations could have impact on weather forecasts". European Center for Medium-Range Weather Forecasts. مؤرشف من الأصل في 2020-03-26. اطلع عليه بتاريخ 2020-03-26.
59. ↑  "Put clean energy at the heart of stimulus plans to counter the coronavirus crisis – Analysis". الوكالة الدولية للطاقة. مؤرشف من الأصل في 2020-04-02. اطلع عليه بتاريخ 2020-04-09.
60. ↑  "Political decisions, economic realities: The underlying operating cashflows of coal power during COVID-19". كربون تراكر. مؤرشف من الأصل في 2020-04-12. اطلع عليه بتاريخ 2020-04-08.